# Володимирський собор (Луганськ)
Свято-Володимирський кафедральний собор  — собор міста Луганськ, найбільша культова споруда південно-східної України, що здатна вмістити близько 3 тис. вірян. Собор збудовано на честь святого равноапостольного князя Володимира в 1995—2006 роках за проектом інженера А. Бондарєва.

## Опис собору
У плані собор являє собою хрест. Довжина хреста зі сходу на захід дорівнює 51 метр, а з півдня на північ — 44 метри. Собор увінчано 15 банями, його висота від рівня землі до верха центрального хреста становить 65 метрів. Площа собору — 2681 м².

## Історія
У 1992 році мешканці міста Луганськ звернулися до Архієпископа Луганського і Старобільського Іоанникія за благословенням створення приходської ради, призначення настоятеля та організації робіт щодо будівництва храму. Після отримання благословення було представлено настоятеля та оприлюднено назву майбутнього храму.
9 квітня 1993 року відбулася урочиста церемонія освячення місця спорудження собору. В заході брали участь Митрополит Київський і всієї україни Володимир (Сабодан) та Архієпископ Луганський і Старобільський Іоанникій. 
У травні 1995 року було розпочато будівельні роботи. 18 вересня того ж року розпочалося бетонування фундаментної плити, а 25 вересня було проведено урочистий молебень з приводу закладки в масив фундаментної плити символічної капсули з іменами проектувальників, будівельників, священнослужителів, меценатів, що зробили свій внесок у будівництво собору.
На початку 1999 року з 1655 бетонних блоків було змонтовано стіни підвалу храму. 2 червня 1999 року відбулося урочисте закладання Президентом України Леонідом Кучмою першої цеглини стіни майбутнього храму.
У вересні 2003 року завершено основні будівельні роботи, встановлено й освячено бані собору. У травні 2006 року завершено внутрішнє оздоблення собору: покладено гранітну підлогу, підготовлено до розпису стіни. 
19 травня 2006 року відбулася урочиста церемонія освячення храму за присутності Митрополита Київського і всієї України Володимира, голови Луганської обласної ради Віктора Тихонова, голови Луганської обласної державної адміністрації у 1998-2005 роках Олександра Єфремова. 